# 长柔毛野豌豆
长柔毛野豌豆（学名：Vicia villosa）是豆科野豌豆属的植物。分布在欧洲、伊朗、中亚以及中国大陆的广东、西北、华北、西南、江苏、东北、湖南、山东等地，生长于海拔900米至2,100米的地区，多生长于山谷、固定沙丘、丘陵草原、石质粘土荒漠冲沟、草原、荒漠、石质粘土凹地、山脚平原、低湿地、草甸和石质粘土坡，目前已由人工引种栽培。

## 别名
柔毛苕子（秦岭植物志）、毛苕子、毛叶苕子（华东）